# Zázrak v New Yorku
Zázrak v New Yorku (nebo Zázrak na 34. ulici, angl. Miracle on 34th Street) je černobílý rodinný film režiséra George Seatona z roku 1947 s Maureen O'Hara a Johnem Paynem v hlavních rolích, a Natalie Wood a Edmundem Gwennem v rolích vedlejších. Snímek byl nominován na čtyři Oscary, z toho tři ceny získal.

## Děj
V centru Manhattanu se připravuje Macyho přehlídka na Den díkůvzdání a bílouvousej Kris Kringle (Edmund Gwenn) zjistí, že představitel Santa Clause je opilý. Žádá proto pořadatelku Doris Walker (Maureen O'Hara), aby zakročila. Jelikož už nemá čas shánět nového Satntu, požádá pána Kringla, který ve svém nitru věří, že je pravým Santa Clausem, aby se toho zhostil. Úspěch nenechá na sebe dlouho čekat.
Mezitím celou přehlídku sleduje ze sousedova apartmánu malá Susan (Natalie Wood), dcera Doris. Susan se totiž často zdržuje u právníka Freda Gaileyho (John Payne), který bydlí naproti. Doris si jde holku vyzvednout a při tom pozve Freda na večeři. Malá Susan je racionální, jako její matka. Nevěří na Santa Clause, matka ji nečte pohádky před dobrou nocí a nepěje ukolébavky před usínám. Susan si ani nehraje s dětmi ve škole, protože ji většina her připadá hloupých. Doris vychovává svou dcera pragmaticky a bez špetky fantasie. Sama se zklamala, nechce aby její dítě trpělo, když zjistí, že všechno jsou to jen iluze. Když to slyší Fred, je ohromený. Ale Doris se mu líbí, a Susan taky.
Kris Kringle začne pracovat pro obchodní dům Macy, který pořádal onu alegorickou přehlídku. Manažer obchodu Julian Shellhammer (Philip Tonge) podá pánu Kringlovi seznam hraček, kterých má dům hodně a žádá ho, aby dětem vnutil právě jednu z nich. To je samozřejmě proti víře a hodnotám Santa Clause. Když pak jeden chlapeček žádá hasičské auto s opravdovou stříkačkou, Santa mu ho slíbí. To rozhořčí matku dítěte, která se při hledání auta naběhala a nahledala po celém městě. Pan Kringle však sleduje trh hraček a posílá paní do jiného obchodního domu. Ta nevěří svým uším a promluví si s manažerem. Pochválí vedení prodejny, že kvůli dětem a Vánocům jsou ochotni ustoupit zisku a posílají lidi do jiných obchodním domů, jen aby dětem byly splněny jejich přání.
K Santa Clausovi přichází Susan s Fredem, který ji to odpoledne hlídá. Chce jen pozdravit Santu, ale když to vidí Doris, je znepokojena. Zavolá si bokem Freda a vysvětlí mu, že Susan na Santu nevěří a prosí ho, aby dítěti nemotal hlavu. Mezitím je holčička svědkem, jak Santa rozmlouvá nizozemsky s adoptovaným děvčátkem a to se ji zalíbí. Šéf a majitel obchodního domu pan Macy (Harry Antrim) dostává desítky telegramů, poděkování a blahopřání k novému obchodní taktice, která ctí zásady Vánoc. Zavolá si do kanceláře Doris a manažera Shellhammera a další vedoucí oddělení, a sděluje jim pochvalu a vůli pokračovat v této obchodní politice. Doris, Shellhammer a Santa dostávají tučné prémie. Ještě než Doris šla na kobereček, pozvala si Santu do kanceláře a rozhodla se ho vyhodit. Po tomto musela změnit názor. V jeho zaměstnanecké kartě se píše, že se jmenuje Kris Kringle a jeho adresa domov pro seniory. Fred se rozhodne, že ho nechá bydlet u sebe, aby nemusel tolik dojíždět. Tak jsou si nablízku Fred s Doris a zároveň Susan se Santou. Ta mu sdělí své přání, po splnění kterého bude na něj věřit. Jedná se o velký dům.
Doris pošle Krise na vyšetření k psychologovi Granvillu Sawyerovi. Mezitím si pozve doktora z domova, ve kterém žije pan Kringle a žádá ho o názor. Ten ji sděluje, že pan Kringle je v pořádku až na to, že trpí sebeklamem. Není nebezpečný ani nebere žádné léky, jenom věří, že je Santa Claus. Když nesympatický firemní psycholog Sawyer dokončí testy se Santa Clausem, jde k Doris a svoje antipatie sděluje jak doktorovi z domova, tak jí. Myslím si, že je nebezpečný a neměl by tam pracovat. Santa Claus se totiž ukázal být lepším psychologem než pan Sawyer, a když mu udělal psychologický profil, Sawyer znejistěl a rozčílil se.
Jednoho dne pan Kringle obědvá se sedmnáctiletým kolegou Alfredem, který se převléká za Santu. Byl na pohovoru u psychologa a ten mu sdělil, že hraní si na Santa Clause je projevem komplexu viny. To skutečného Santu rozčílí natolik, že jde do Sawyerovy kanceláře a po vzájemné hádce ho uhodí hůlkou. Vše to vidí Doris a Shellhammer. Domluví se, že ho nechají zavřít na psychiatrii v Bellevue, avšak Doris odmítá a nechce s tím mít nic společného. Spiknutí provázaného lží a intrik se teda účastní pouze Sawyer a Shellhammer. To však pan Kringle neví a proto záměrně nesplní výsledek v psychologických testech a je zavřen. Právník Fred jde za ním a žádá ho, aby se vrátil. Doris s tím neměla nic společného, říká mu.
Jelikož pan Kringle vyplnil papíry jako Santa Claus, hodlá Fred u soudu dokázat, že to, že si myslí, že je Santou neznamená, že je nenormální. Požádá proto o soudní líčení o duševním stavu pana Kringla. Začíná soud, kterému předsedá soudce Harper (Gene Lockhart). Ani jeho vlastní vnoučata se s ním nechtějí bavit, jak jsou nazlobené, že nevěří v Santa Clause. Veřejné mínění je na straně pana Kringla. Žalobce udává nejeden argument proč pan Kringle nemůže být Santa Clausem. Fred si jako svědka obhajoby nechá předvolat syna žalobce. A ten soudu líčí, jak mu tatínek doma vykládá o Santovi a o tom, že mu přinesu helmu, kterou si tak přál. Žalobce je pokořen, ale přesto žádá hmatatelný důkaz o tom, že Kris Kringle je Santa Claus. Soudce dá Fredovi jeden jediný den.
Malá Susan, smutná a nešťastná osudem pana Kringla, píše dopis. Adresuje ho do soudní síně, ale ještě před odesláním si ho matka přečte a dopíše: „Já Vám věřím taky, Doris.“. Poštovní pracovník, kterému se dopis dostane do ruky, a který o případu ví z novin dostane nápad. Druhý den je Fred před líčením nervózní, protože nesehnal žádný důkaz. Když však přichází pracovníci pošty a dovážejí velké pytle s asi padesáti tisíci dopisy pro Santa Clause, soud to jako důkaz uznat musí, protože pošta je federální úřad a doručuje zásilky těm, pro které jsou určené. Soudce Harper teda uznává, že Kris Kringle může být Santa Clausem.
Poslední scéna se odehrává v domě, do kterého je nasměroval pan Kringle, než se rozloučili po soudním líčení. Susan hned ví, že je to její vysněný dům, Doris s Fredem jen zmateně a nevěřícně koukají na hůlku Santa Clause, která je opřená o jejich nový krb.

## Obsazení
| Maureen O'Hara | Doris Walker               |
| John Payne     | Fred Gailey                |
| Natalie Wood   | Susan Walker               |
| Edmund Gwenn   | Kris Kringle               |
| Gene Lockhart  | soudce Henry X. Harper     |
| Philip Tonge   | manažer Julian Shellhammer |
| Porter Hall    | psycholog Granville Sawyer |
| Harry Antrim   | šéf R.H. Macy              |

## Zajímavosti
- Film se dočkal dvou remaků; prvního v roce 1973 jako televizní film, druhého v roce 1994, ve kterém hrál Krise Kringla britský režisér Richard Attenborough[1].
- Rozhlasovou podobu Zázraku v New Yorku si o Vánocích 1947 (půl roku po premiéře filmu) nahovořili všichni čtyři herci – Maureen O'Hara, John Payne, Natalie Wood a Edmund Gwenn.
- Edmund Gwenn vystoupil v rozhlase jako Santa Claus ještě několikrát.
- Natalie Wood bylo osm let, když hrála malou Susan.
- Pošťáci přinesou do soudní sítě celkem 21 pytlů.
- Americký filmový institut zařadil snímek na deváté místo mezi nejvíce inspirativní filmy všech dob.
- I když je film vánoční, šéf 20th Century Fox Darryl F. Zanuck trval na tom, aby byl uveden do kin před létem. Tvrdil, že více lidí chodí na filmy právě v tuto dobu.

## Ocenění

### Oscar
- Herec ve vedlejší roli – Edmund Gwenn (cena)
- Scénář – George Seaton (cena)
- Námět – Valentine Davies (cena)
- Nejlepší film (nominace)

### Zlatý glóbus
- Herec ve vedlejší roli – Edmund Gwenn (cena)
- Scénář – George Seaton (cena)

### MFF Locarno
- Adaptovaný scénář – George Seaton (cena)